# لنیمینک
لنیمینک (به انگلیسی: Llanymynech) یک روستا در بریتانیا است که در Llanymynech and Pant واقع شده‌است. لنیمینک ۱٬۶۷۵ نفر جمعیت دارد.